# Kamienica przy ulicy 3 Maja 12 w Katowicach
Kamienica przy ulicy 3 Maja 12 w Katowicach – kamienica mieszkalno-handlowo-biurowa, położona przy ulicy 3 Maja 12 w Katowicach, w dzielnicy Śródmieście. Wzniesiono ją w 1901 roku w stylu eklektycznym z elementami manieryzmu na podstawie projektu Antona Zimmermanna. Przed 1945 rokiem była ona siedzibą redakcji Kattowitzer Zeitung.

## Historia

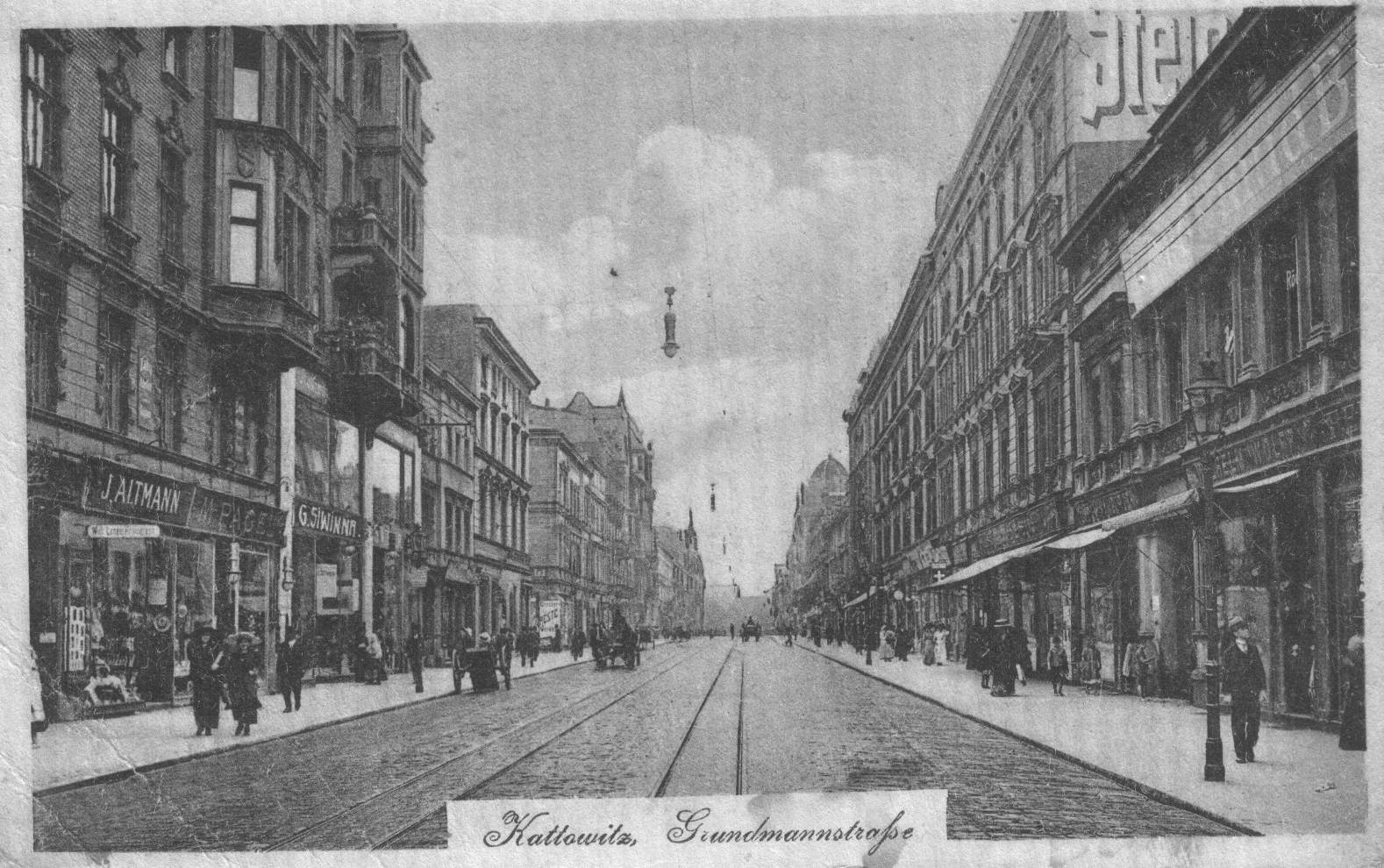
Przedwojenna widokówka przedstawiająca ulicę 3 Maja w Katowicach; drugi budynek od lewej strony to kamienia pod nr. 12

Kamienica została wzniesiona w 1901 roku, a zaprojektował ją, podobnie jak sąsiednią kamienicę pod nr. 10, Anton Zimmermann. Wybudowano ją w miejsce wcześniejszego, neorenesansowego domu.
Gottfried Siwinna – wydawca prasy niemieckiej – był pierwszym właścicielem budynku. W okresie przedwojennym w kamienicy o nr. 12 siedzibę miała redakcja Kattowitzer Zeitung wraz z drukarnią i księgarnią Kattowitzer Buchdruckerei. Biuro niemieckiej gazety i jej drukarnia działały w kamienicy w pomiędzy 1922 a 1939 rokiem. Sama zaś gazeta została założona w 1869 roku i była pierwszym katowickim czasopismem. Jej wydawania zaprzestano w 1945 roku.
W 1935 roku kamienica była własnością spółki Aktien-Gesellschaft Berlin. W kamienicy siedzibę miały: Kattowitzer Buchdruckerei und Verlags (wydawca Kattowitzer Zeitung) i firma „Kados”.
Jeszcze w latach 40. XX wieku w kamienicy rozpoczęła działalność katowicka delegatura Spółdzielni Wydawniczej „Czytelnik”, która drukowała nakład Dziennika Zachodniego. 1 stycznia 1946 roku z budynku przy ulicy J. III Sobieskiego 11 redakcję Dziennika Zachodniego przeniesiono do siedziby katowickiej delegatury wydawnictwa „Czytelnik” przy ulicy 3 Maja 12, a 11 listopada 1947 roku przeniesiono ją na ulicę Młyńską 9. Redakcje Dziennika Zachodniego i Sportu funkcjonowały tu jeszcze w latach 50. i 60. XX wieku.
W lipcu 2003 roku kamienica należała do spółki New Yorker Polska, która ją zakupiła kilka lat wcześniej od spółki Pabia Modem, odkupując ją przedtem od miasta Katowice.
W systemie REGON w połowie lipca 2023 roku były zarejestrowane 3 aktywne podmioty gospodarcze z siedzibą przy ulicy 3 Maja 12, w tym niepubliczna szkoła zawodowa – Szkoła Ekonomii i Biznesu. W kamienicy znajdował się wówczas także sklep sieci New Yorker.

## Charakterystyka

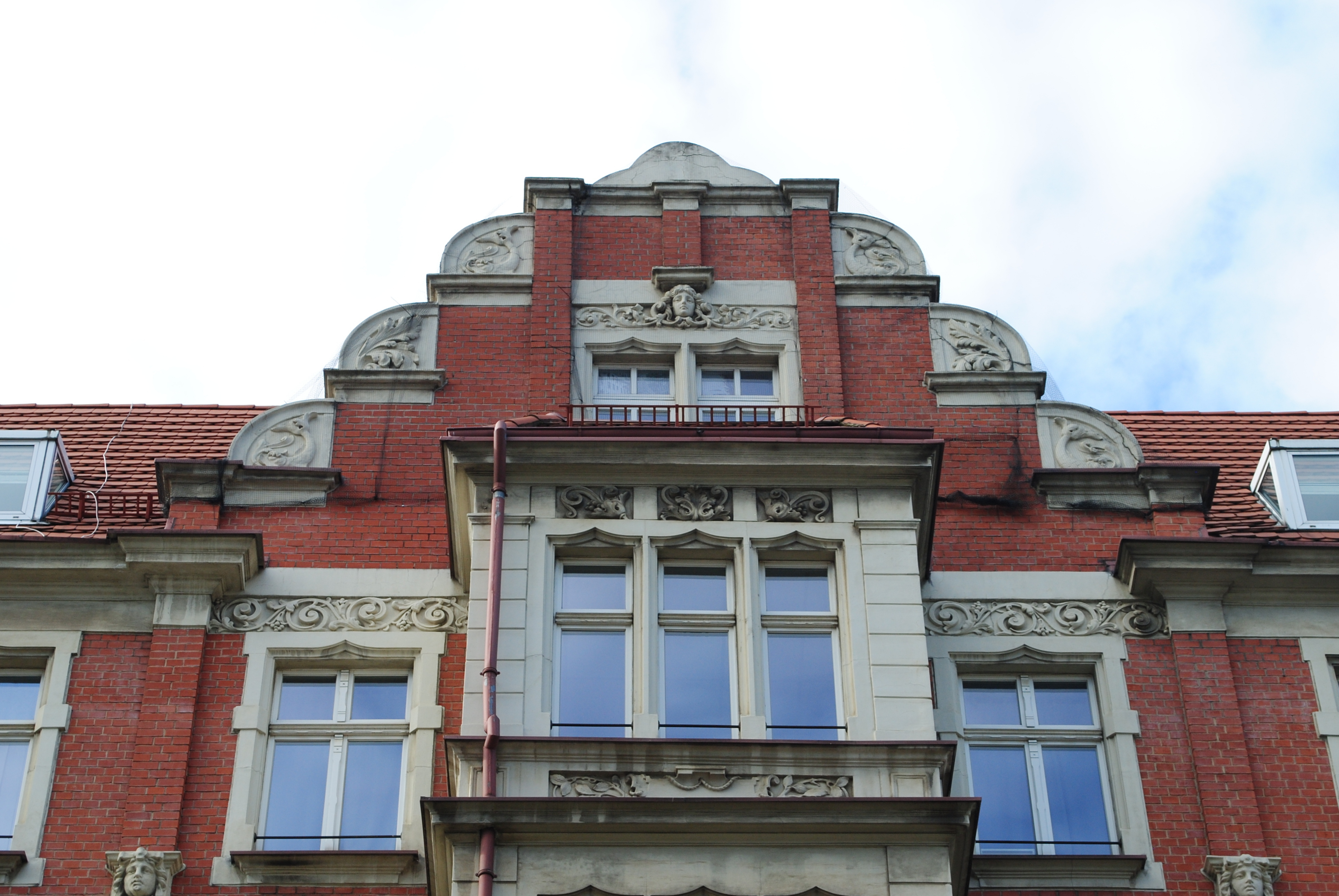
Zbliżenie na ozdobny, schodkowy szczyt kamienicy

Kamienica mieszkalno-handlowo-biurowa położona jest przy ulicy 3 Maja 12 w Katowicach, na obszarze dzielnicy Śródmieście, w pierzei zwartej zabudowy ulicy.
Jest to budynek murowany z cegły, powstały na planie w kształcie litery „L”, z oficyną tylną, zwieńczony dachem dwuspadowym stromej połaci dachowej, krytym dachówką, z wykuszem i facjatą. Powierzchnia użytkowa budynku wraz z oficyną wynosi 3 905 m², a powierzchnia zabudowy 643 m². Liczy 5 kondygnacji nadziemnych i 1 podziemną.
Kamienica architektoniczne reprezentuje styl eklektyczny (bądź historyzmu) z elementami manieryzmu. Fasada kamienicy jest niesymetryczna, pięcioosiowa (z czego pierwsza jest zdwojona), od drugiej kondygnacji wzwyż licowana cegłą w kolorze czerwonym, z dekoracją roślinną rzeźbioną w kamieniu i tynku. Parter i pierwsze piętro zostały zaś wtórnie przebudowane. Wykusz znajduje się na środkowej osi i sięga od drugiej do piątej kondygnacji. Przylegają do niego po lewej stronie kamienne balkony z balustradami o motywach modernistycznych. Fasadę wieńczy schodkowy szczyt.
Okna kamienicy są przeważnie prostokątne, na trzeciej kondygnacji zostały zakończone półkoliście. Są one ujęte w profilowane opaski, z czego opaski na czwartej i piątej kondygnacji zwieńczone są wyprofilowanymi w tynku łukami kotarowymi. Stolarka okienna jest na trzeciej i na wyższych kondygnacjach jest czterokwaterowa i ze ślemieniem.
Schody na klatce schodowej są drewniane, dwubiegowe i z metalową, ozdobną balustradą. Kamienica nie ma bramy przejazdowej. Lewa i tylna oficyna kamienicy jest pięciokondygnacyjna i podtynkowa, a prawa, dwu- i trzypiętrowa, jest nieotynkowana.
Kamienica wpisana jest do gminnej ewidencji zabytków miasta Katowice.